# مقياس شامل لتقييم الباثولوجيا النفسية
المقياس الشامل لتقييم الباثولوجيا النفسية (CPRS) هو مقياس لتقييم شدة أعراض الطب النفسي والسلوك المُلاحظ. تم ابتكار المقياس الشامل لتقييم الباثولوجيا النفسية عن طريق الأطباء النفسيين السويديين ماري أسبيرج وكارلو بيريس وديزي شالينج وغوران سيدفال بالتعاون مع الطبيب النفسي البريطاني ستيوارت مونتغمري.

## الاستخدامات
يمكن استخدام المقياس الشامل لتقييم الباثولوجيا النفسية لتقييم الحالة النفسية الراهنة، وشدة الأعراض، وتغير الأعراض بمرور الوقت. ويتكون هذا المقياس من 65 بندًا يغطي الأعراض التي تنتاب المرضى الذين يعانون من اضطرابات عقلية مثل الذهان واضطراب المزاج واضطرابات القلق والاضطرابات الجسدية. ويستغرق هذا المقياس خمسين دقيقة تقريبًا لتشغيله، ويمكن استخدامه عن طريق العاملين في مجال الصحة النفسية في مختلف التخصصات بعد فترة تدريبية صغيرة نسبيًا.
اعتبارًا من 2011، كان نادرًا ما يتم استخدام المقياس الشامل لتقييم الباثولوجيا النفسية عن طريق الأطباء المعالجين أو في الأبحاث النفسية. ومع ذلك، كان المقياس الفرعي ذو البنود العشرة لقياس شدة الاكتئاب، الذي يُطلق عليه مقياس آسبيرغ المونتغمري لتقييم الاكتئاب (MADRS) كان الأكثر استخدامًا كمقياس تقييم المزاج في كل من البحث والممارسة السريرية.